# Kwik Trip 250
Kwik Trip 250 presented by Jockey Made in America var ett stockcarlopp ingående i Nascar Cup Series som kördes över 62 varv (250.48 miles 403.131 km) på den 4,048 mile (6,515 km) långa racerbanan Road America i Elkhart Lake i Wisconsin i USA.
Redan 1956 kördes ett cup-lopp på Road America som marknadsfördes som "America's First International Stock Car Road Race". Det skulle dröja ända till 2021 tills det att cup-serien återvände till banan. Loppet återkom 2022, men ströks ur tävlingskalendern 2023. Kwik Trip 250 ersattes av Grant Park 220 som kommer att köras på en temporär stadsbana i Chicago i juli månad 2023.

## Tidigare namn
- America's First International Stock Car Road Race (1956)
- Jockey Made in America 250 presented by Kwik Trip (2021)

## Vinnare genom tiderna
| Säsong      | Datum      | Nr        | Förare        | Team/Bilägare            | Konstruktör | Distans   | Distans           | Tid       | Snitthastighet (mph) | Rapport   |           |
| Säsong      | Datum      | Nr        | Förare        | Team/Bilägare            | Konstruktör | Varv      | Miles (km)        | Tid       | Snitthastighet (mph) | Rapport   |           |
| ----------- | ---------- | --------- | ------------- | ------------------------ | ----------- | --------- | ----------------- | --------- | -------------------- | --------- | --------- |
| 1956        | 12 augusti | 15        | Tim Flock     | Bill Stroppe             | Mercury     | 63        | 258,300 (415.693) | 3:29.50   | 73,858               |           |           |
| 1957 – 2020 | Kördes ej  | Kördes ej | Kördes ej     | Kördes ej                | Kördes ej   | Kördes ej | Kördes ej         | Kördes ej | Kördes ej            | Kördes ej | Kördes ej |
| 2021        | 4 juli     | 9         | Chase Elliott | Hendrick Motorsports     | Chevrolet   | 62        | 250,480 (403,131) | 2:54.33   | 86,271               | Rapport   |           |
| 2022        | 3 juni     | 8         | Tyler Reddick | Richard Childress Racing | Chevrolet   | 62        | 250,480 (403,131) | 2:35.51   | 96,622               | Rapport   |           |